# Johanneskirche (Jerusalem)

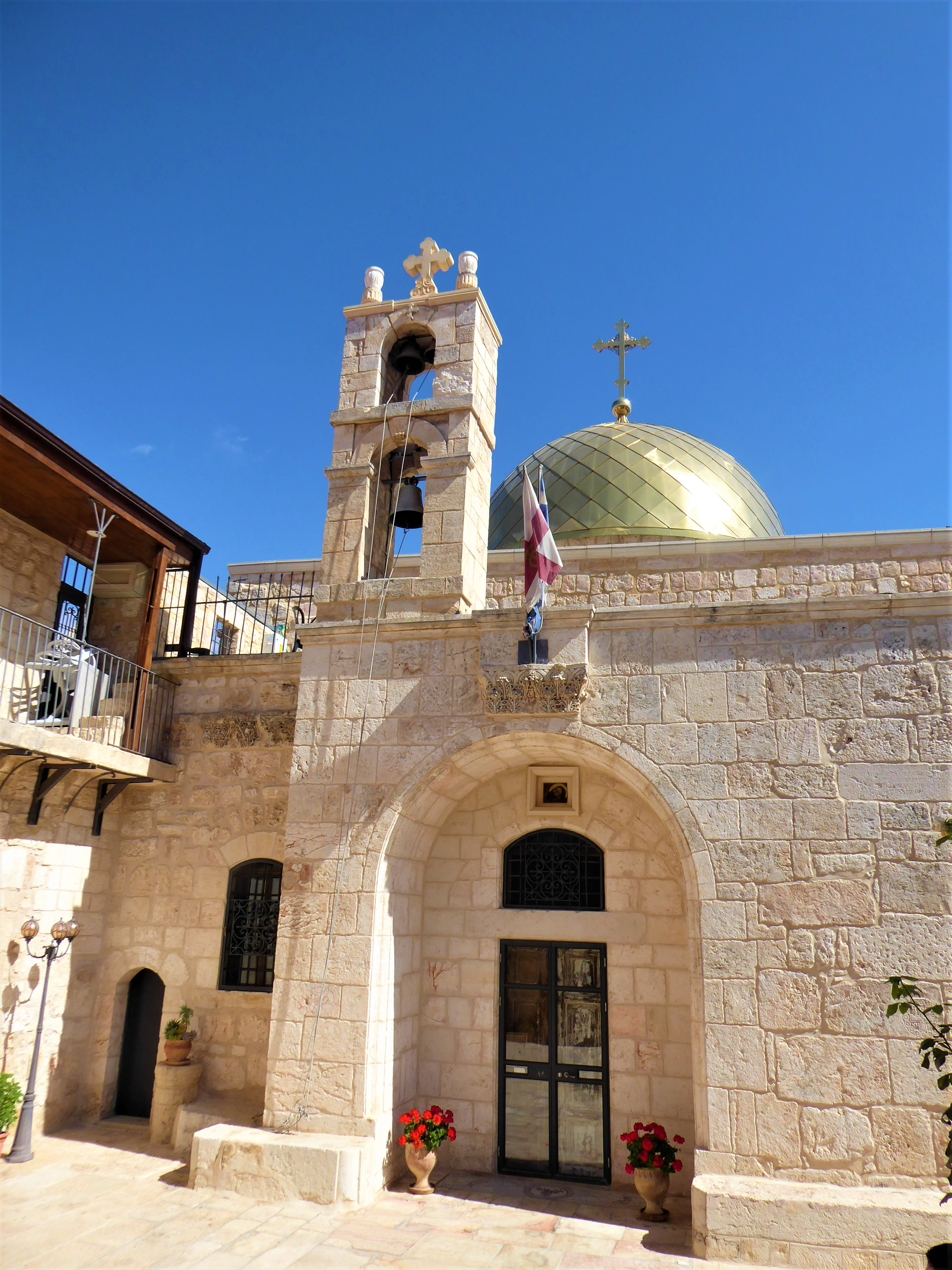
Hofansicht der Johanneskirche

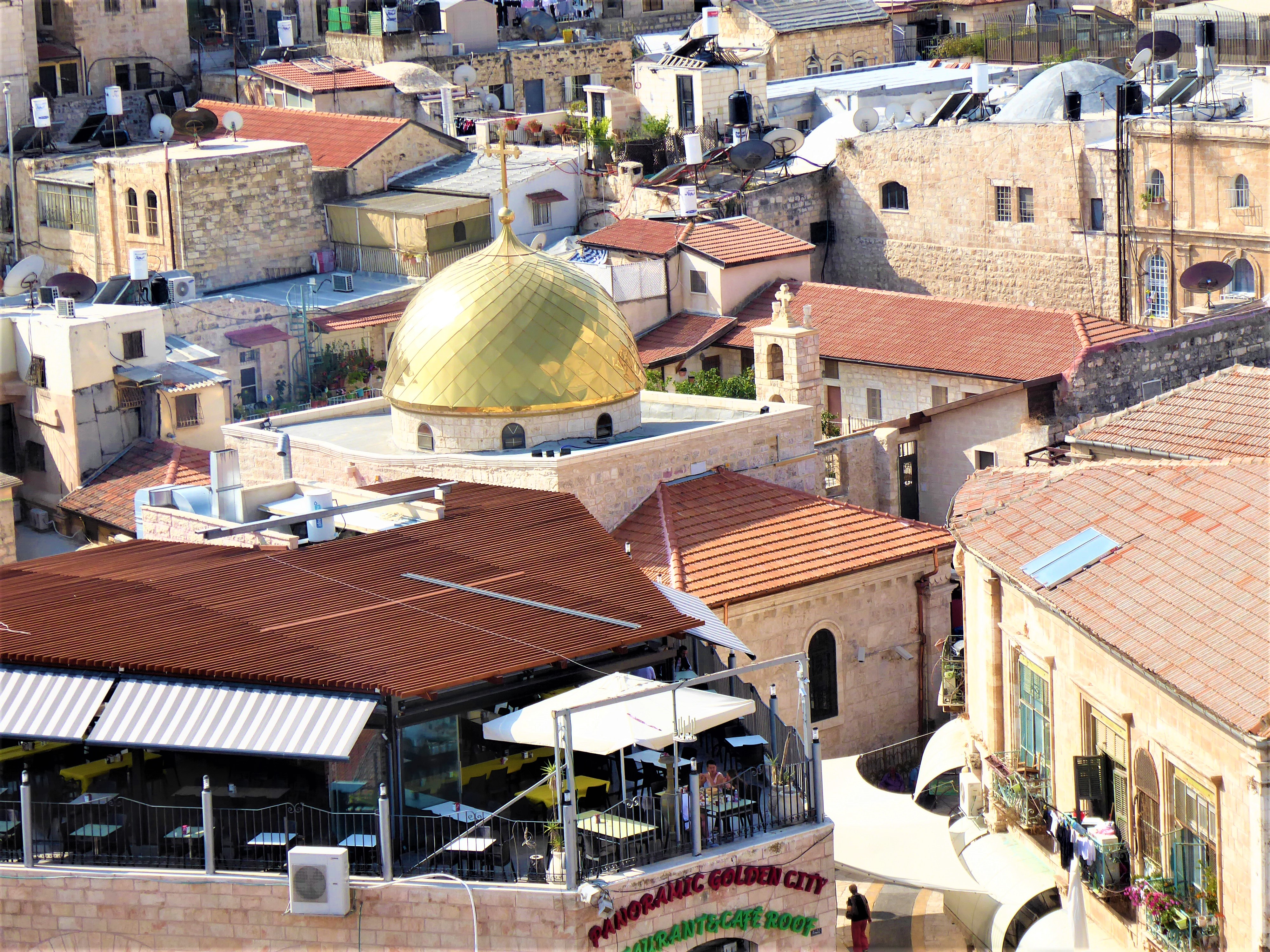
Die Johanneskirche im Muristan

Die Johanneskirche (eigentlich Kirche Johannis des Täufers) ist ein Kirchengebäude im Zentrum der Altstadt von Jerusalem, im südlichen Teil des Muristan. Sie wurde im 12. Jahrhundert von Kreuzfahrern erbaut und wird heute von der griechisch-orthodoxen Kirche in Jerusalem genutzt. In der Kirche wird ein Teil des Schädelknochens von Johannes dem Täufer als Reliquie verehrt.

## Geschichte
Die Kirche wurde als eine der ersten christlichen Anbetungsstätten Jerusalems errichtet. Die in das Heilige Land verbannte Ehefrau von Kaiser Theodosius II., Kaiserin Aelia Eudocia, gründete im 5. Jahrhundert mehrere  Kirchen und Andachtsstätten, darunter auch die Kirche des hl. Johannes. Diese war Johannes dem Barmherzigen, Patriarch von Alexandria, geweiht und bildet die heutige Krypta.
Die heutige Kirche wurde 1170 von den Kreuzrittern über den byzantinischen Ruinen errichtet, wobei die Vorgängerkirche – die heutige Krypta – wieder aufgebaut wurde, und war Teil des 1073 von süditalienischen Kaufleuten gegründeten Pilgerhospizes. Hier entstand der 1113 von Papst Paschalis II. anerkannte geistliche Johanniter-Ritterorden, der sich mit Krankenpflege befasst. Das Patrozinium der Kirche wechselte in dieser Zeit auf Johannes den Täufer. Es wird vermutet, dass nach dem Fall von Jerusalem im Jahr 1187 einige Ritter noch weiter den Krankendienst versahen.

## Beschreibung

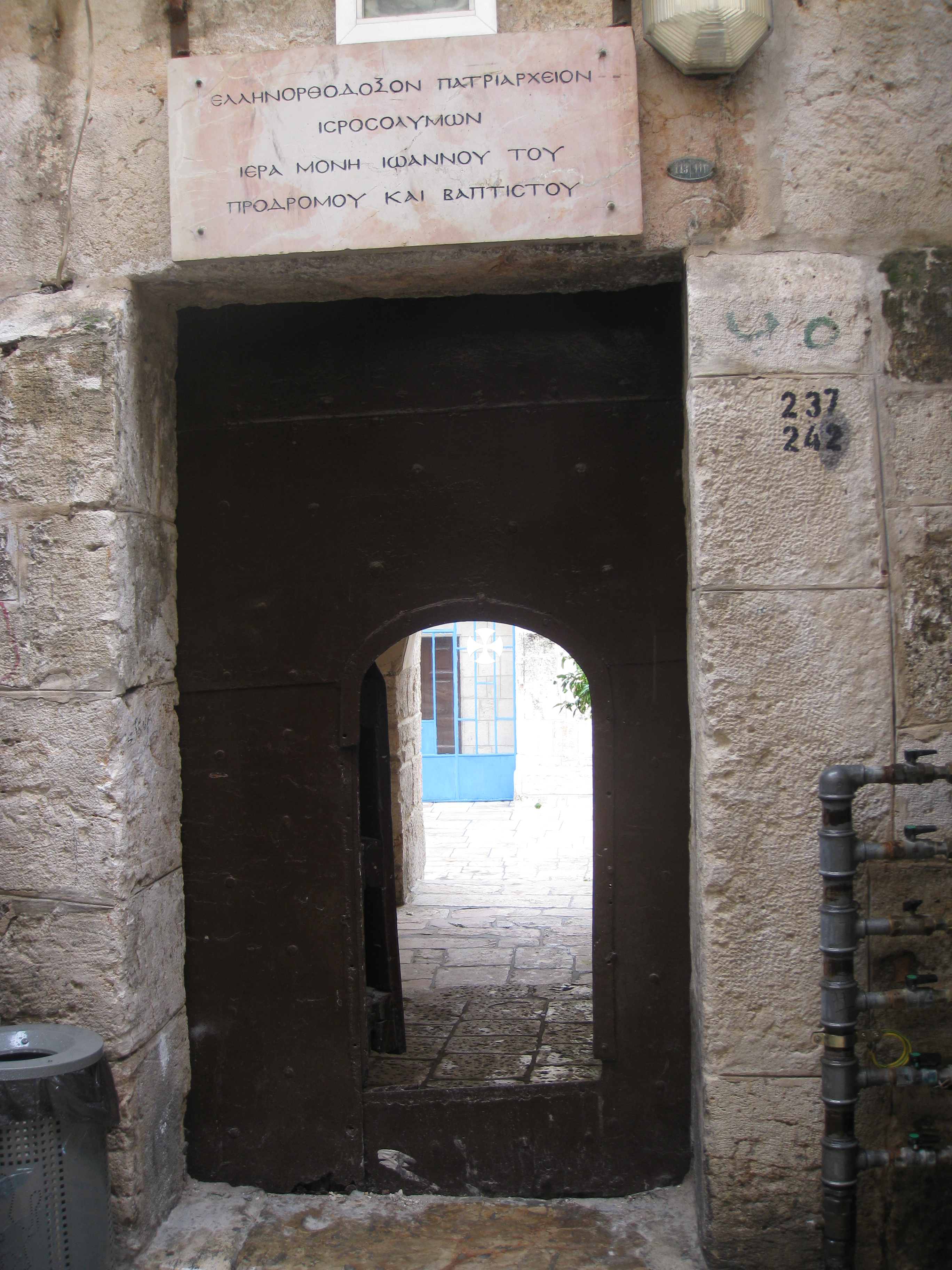
Zugang zur Kirche von der Straße

Die Kirche ist durch ihre schlichte Fassade, in der römische Spolien verarbeitet wurden, nur unscheinbar und daher schwer zu finden. Die Drei-Konchen-Anlage hat kein Langhaus. Das Niveau der Kirche liegt zwei Meter unter dem heutigen Straßenniveau, die Krypta liegt noch drei Meter tiefer.

## Krypta
Die tiefer gelegene Krypta ist nur von außerhalb der Kirche zu erreichen. Diese stammt aus dem 5. Jahrhundert und ist ein Steingewölbe. An der Wand hängt ein Bildnis der Gründerin Kaiserin Eudocia, die durch ihre zahlreichen Kirchengründungen manchmal als „zweite St. Helena“ bezeichnet wird. Sie soll im Alter von 59 Jahren im Jahr 460 gestorben sein.

## Bedeutung
Die Kirche wird als Mutterkirche der englischen Johanniter angesehen und von der griechisch-orthodoxen Kirche genutzt. Der reich verzierte Innenraum mit seiner grün-goldenen Ikonostase gilt als eines der meist verzierten Kirchen-Kunstwerke in Jerusalem. Unter der silbernen Kuppel der Kirche ist ein Wahrzeichen Jerusalem zu sehen, ein symbolisches Bildnis des Hl. Geistes. Acht Buntglasfenster schmücken den unteren Teil der Kuppel.

## Reliquie
In der kreuzförmigen Kirche sind überall Symbole des Hl. Johannes zu finden. Der wertvollste Besitz befindet sich gleich hinter dem Eingang auf der rechten Seite. Es ist eine mit Gold und Juwelen eingerahmte Reliquie der Schädelbasis von Johannes dem Täufer, die hier von den Kirchenbesuchern verehrt wird.